# Великі Осинки
Великі Оси́нки (рос. Большие Осинки, ерз. Покш Осинки) — присілок у складі Ічалківського району Мордовії, Росія. Входить до складу Лобаскинського сільського поселення.

## Населення
Населення — 14 осіб (2010; 18 у 2002).
Національний склад (станом на 2002 рік):
- росіяни — 100 %